# Joventut (1934-1935)
Joventut va ser una publicació mensual sobre cooperativisme en català editada a Igualada entre els anys 1934 i 1935.

## Descripció i continguts
Portava el subtítol «Portantveu de la Joventut Cooperatista de la Cooperativa “La Económica”».
L'editava la cooperativa La Económica i tenia la redacció i l'administració al carrer de l'Aurora, núm. 48. S'imprimia a la impremta Codorniu. Tenia quatre pàgines, a tres columnes, amb un format de 32 x 22 cm. El primer número va sortir el mes d'abril de 1934 i l'últim, el 53, l'abril de 1935.
A l'article de presentació deien «Joventut al sortir no té més aspiració que ésser un puntal més per a la defensa de nostre lema Cultura i Esport a tota la joventut». «S'hi escrivien notes sobre les activitats de les diferents seccions de la cooperativa juntament amb els articles culturals».
El núm. 13 va ser extraordinari, amb deu pàgines, per commemorar el primer aniversari de la publicació i després no en va sortir cap més.

## Localització
- Biblioteca Central d'Igualada. Plaça de Cal Font. Igualada (col·lecció completa i relligada).